# Promina (općina)
Promina je općina u Hrvatskoj. Nalazi se u Šibensko-kninskoj županiji. 

## Zemljopis
Teritorij općine Promina proteže se od obronaka planine Promine prema zapadu, uz središnji dio rijeke Krke. Sa svoje sjeveroistočne strane granici s područjem Knina, a s južne Drniša. Područje općine obuhvaća naselja: Oklaj, Razvođe, Lukar, Suknovci, Marasovine, Matasi, Puljani, Ljubotić, Čitluk, Mratovo, Bogetić (Bogatić), Podi, Nećven i Bobodol.
Općina obuhvaća veliki dio površine Nacionalnog parka "Krka".
Župa Promina koja se prostire u ovoj općini sastoji se od ovih sela: Oklaja, Razvođa, Lukara, Suknovca, Matasa, Marasovina, Ljubotića, Puljana, Selina, Nečvena, Čitluka, Poda, Mratova i Bogetića.
Središte župe preneseno je 1690. god. u Oklaj-Kulu.

## Stanovništvo
Prema podacima DZS-a iz 2011. godine broj stanovnika u prominskim mjestima:
- Bobodol – 23
- Bogetić – 24
- Čitluk – 112
- Lukar – 78
- Ljubotić – 35
- Matase – 50
- Mratovo – 56
- Oklaj – 469
- Puljane – 52
- Razvođe – 170
- Suknovci – 67

| broj stanovnika | 4240  | 4312  | 4279  | 5059  | 5462  | 5620  | 6005  | 5971  | 6367  | 6525  | 6296  | 5052  | 3404  | 2574  | 1317  | 1136  | 943   |
|                 | 1857. | 1869. | 1880. | 1890. | 1900. | 1910. | 1921. | 1931. | 1948. | 1953. | 1961. | 1971. | 1981. | 1991. | 2001. | 2011. | 2021. |

## Povijest
Najstariji ostaci ljudi na području Promine pronađeni su u mjestu Mratovo i datiraju iz neolitika.
Sadašnje područje općine Promina su u prapovijesti nastanjivali Iliri (pleme Delmata). Općina Promina dobila je naziv po planini Promini, a planina Promina svoj toponim duguje delmatskom i antičkom gradu Promoni. Delmatsko naselje Burnum nalazilo se s lijeve strane Krke u današnjem selu Puljane u općini Promina dok se s desne strane rijeke Krke, pokraj današnjeg sela Ivoševci u općini Kistanje, razvio rimski vojni logor i naselje Burnum.
Iz vremena starohrvatske države pronađeno je nekoliko nalaza u mjestu Lukaru.
U desetom stoljeću prvi put se spominje crkvena općina Promina koja obuhvaća relativno veliko područje ispod planine Promine. U mjestu Mratovo nalazi se najstarija crkvica iz starohrvatskih vremena (14. st.).
Od 10. stoljeća prostor nastanjuju istaknute hrvatske plemićke porodice od kojih je najznačajnije ime hrvatskog kralja Petra Svačića iz Bogetića. Hrvatsko plemstvo u to vrijeme podiže nekolio gradova kao što su Nečven, Rog, Kamičak, Čučevo, Bogočin. 
Na području Promine rođen je i kardinal Juraj Utišinović Martinušević koji se istaknuo u borbi protiv Turaka kao i hrvatski ban Marko Mišljenjović također poznati borac protiv Turaka.
U 14. stoljeću pustinjaci reda Sv. Pavla naseljavaju otočić Visovac na rijeci Krki gdje podižu crkvu i samostan. 1445. na otočić dolaze franjevci iz Bosne, te na njemu podižu franjevačku crkvu i samostan. U samostanu su pokopani brojni velikaši iz tog kraja. Samostan ima veliku biblioteku bogatu rijetkim starim knjigama, a u njemu se čuva i sablja Vuka Mandušića koji je poginuo u borbi s Turcima 1648.
1522. godine Turci zauzimaju Prominu što uzrokuje veliko iseljavanje stanovništva prema zapadu. Turci smještaju posadu u Oklaj i podižu građevinu Bandalovića kulu za smještaj straže koja je trebala kontrolirati okolne puteve, te grad Šušelj u Lukaru radi obrane od Mlečana, Morlaka i uskoka. Lokalno stanovništvo pružalo je veliki otpor Turcima te je desetkovano u tom razdoblju, a u to vrijeme među stanovništvom harala je i kuga.
1688. Promina biva oslobođena od Turaka, a 1795. godine Promina pada pod vlast Austrije.
U drugoj polovici 19 st. u Promini dolazi do narodnog preporoda i na vlast dolaze narodnjaci. Godine 1919. godine zajedno s ostalim krajevima ulazi u sastav Kraljevine Jugoslavije, a 1945. godine ulazi u sastav bivše Jugoslavije.
Sedamdesetih godina prošlog stojeća dolazi do značajnog iseljavanja stanovništva.
U neovisnoj Hrvatskoj, od 1991. godine do 1995. godine prolazi kroz sustavno razaranje i pljačku od strane srpskog agresora: tzv. milicije SAO Krajine, "Martićevaca" i drugih paravojnih jedinica, te JNA. U tom razdoblju prisilno je iseljeno oko 2.000 hrvatskih civila, 36 je ubijeno, a ostatak je pretrpio sustavno maltretiranje, zatvaranje i otimanje imovine. U agresiji je uništeno i pet katoličkih crkvi na području Promine. 1995. biva oslobođena u operaciji Oluja.
Godine nakon rata obilježava intenzivna obnova ratom porušenih objekata i infrastrukture, te povratak stanovnika.

## Gospodarstvo
- Proizvodnja alata, Oklaj
- HE Miljacka, Oklaj

## Spomenici i znamenitosti
Kanjon rijeke Krke čije stranice se na pojedinim mjestima uzdižu u visini i do 200 metara.
Slapovi u kanjonu rijeke Krke:
- Bilušića buk
- Brljan slap (Ćorić slap)
- Slap Manojlovac – najveći slap na rijeci Krki (ukupna visina 60 m)
- Slap Rošnjak ili Sandovjel
- Slap Miljacka
- Jezero Brljan

## Poznate osobe
- Ivan Aralica – književnik i akademik
- Josipa Pleslić –  političarka i bivša gradonačelnica Knina
- Martina Validžić – novinarka HRT-a

## Vanjske poveznice
- Službena stranica Općine Promina

|  | Portal Hrvatske: pristup člancima s tematikom o Hrvatskoj |